# ADAC GT Masters

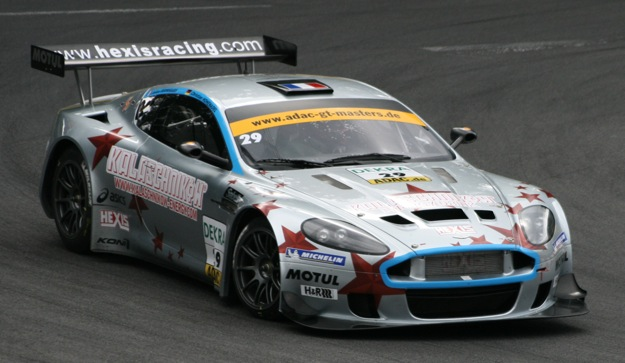
L'Aston Martin DBRS9 de Hexis en 2008.

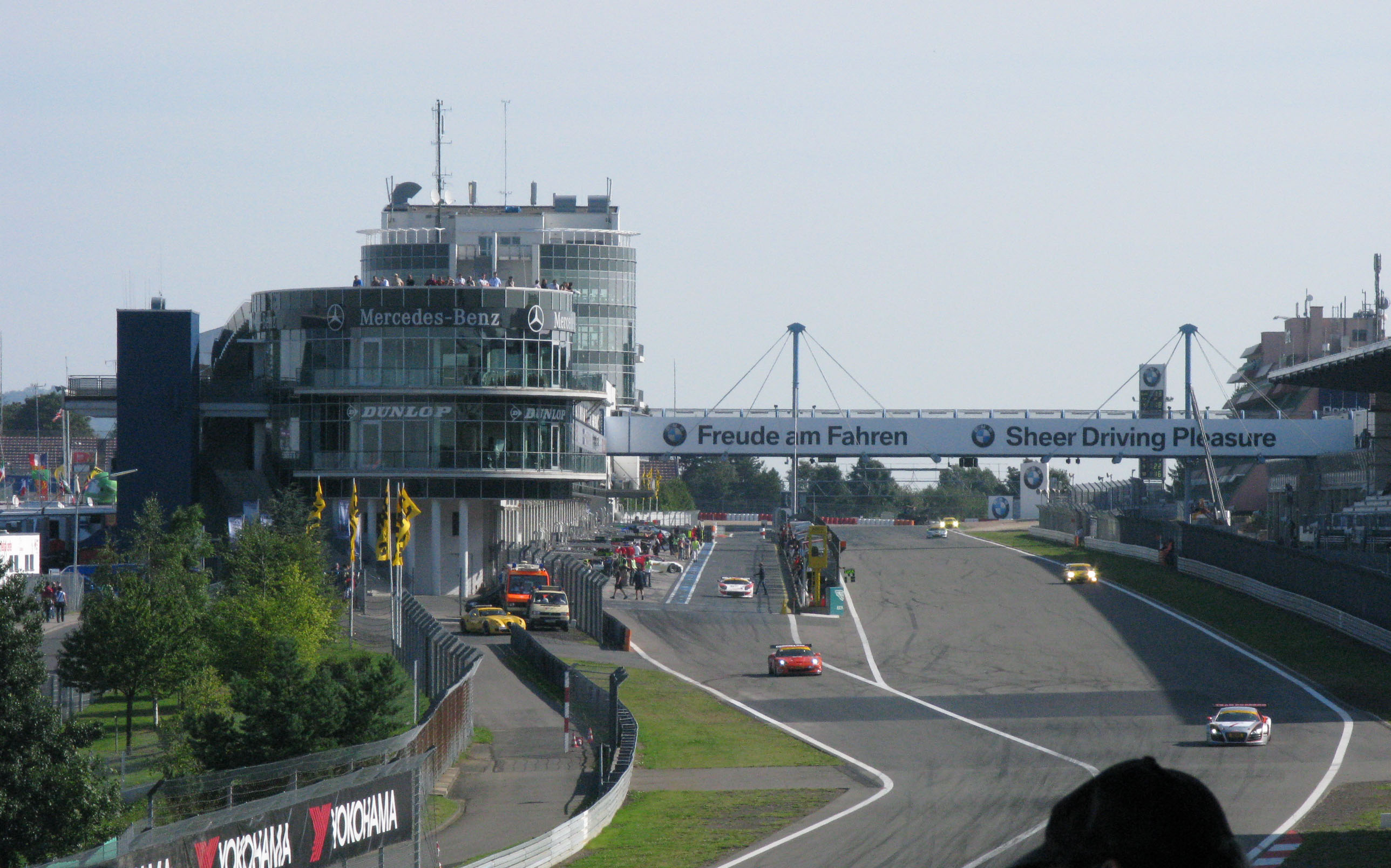
Le Nürburgring en 2009.

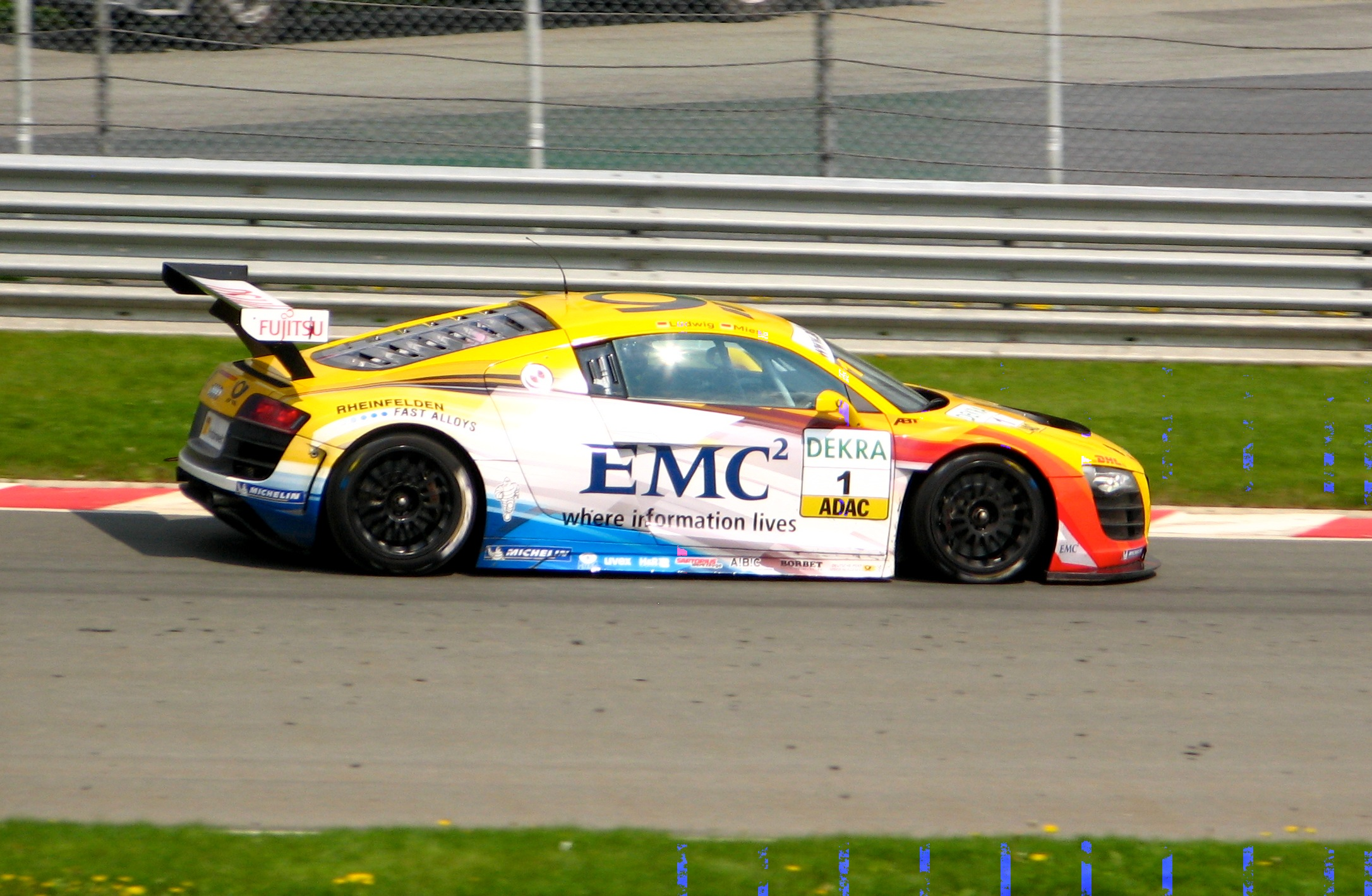
La Audi R8 LMS d'Abt Sportsline en 2010.

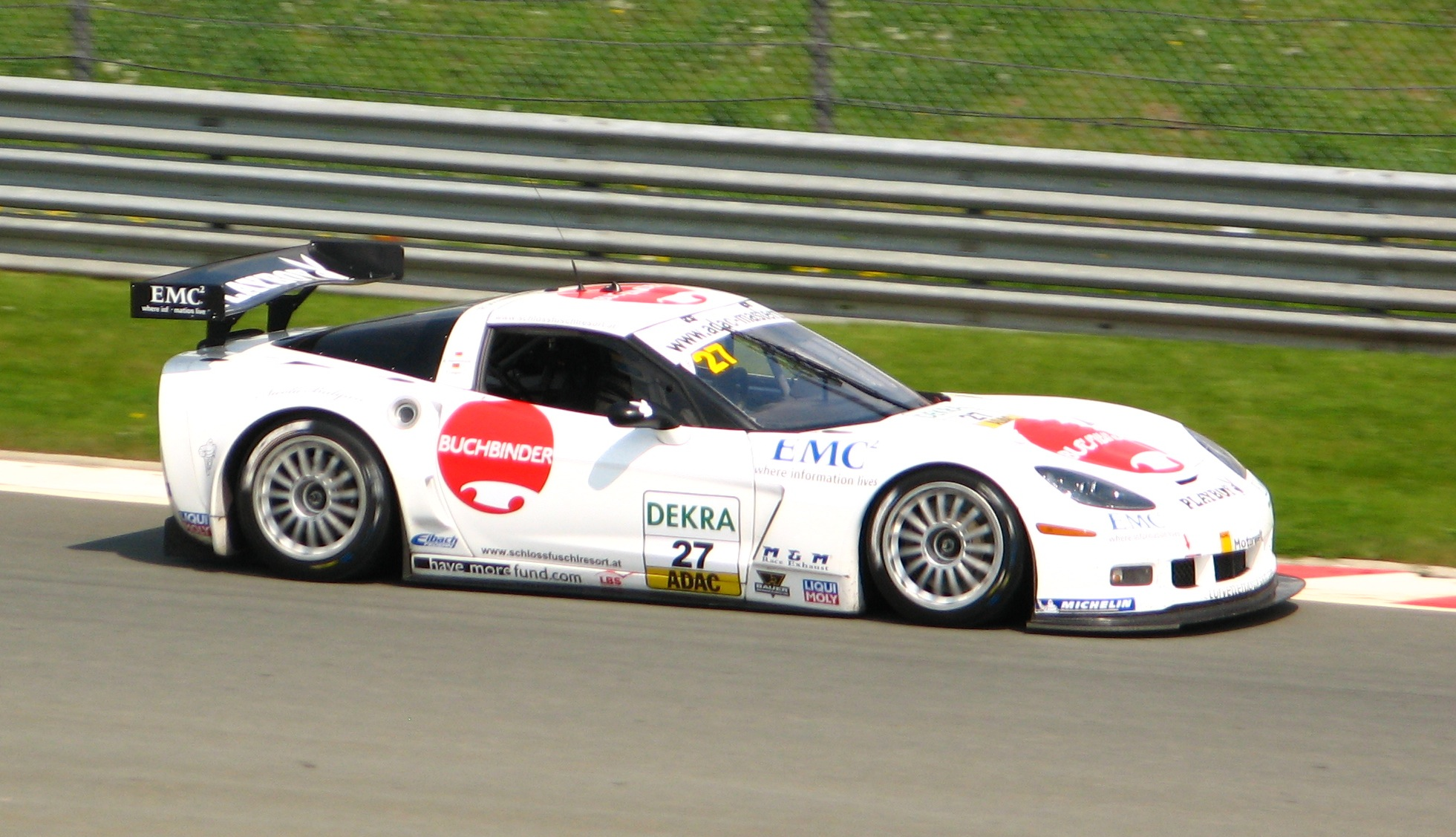
Le Corvette de Callaway en 2010.

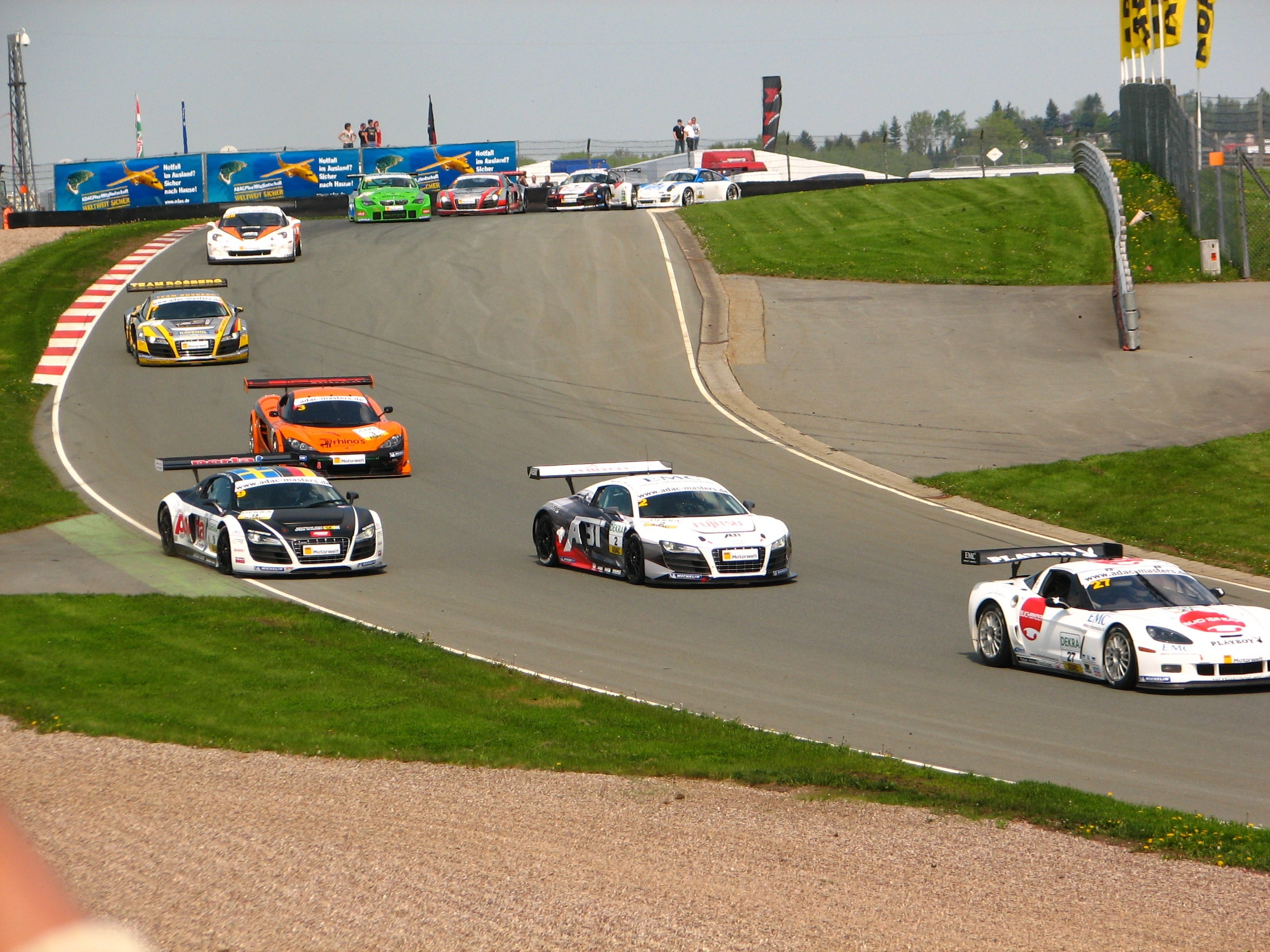
Les conccurent sur le Sachsenring en 2010.

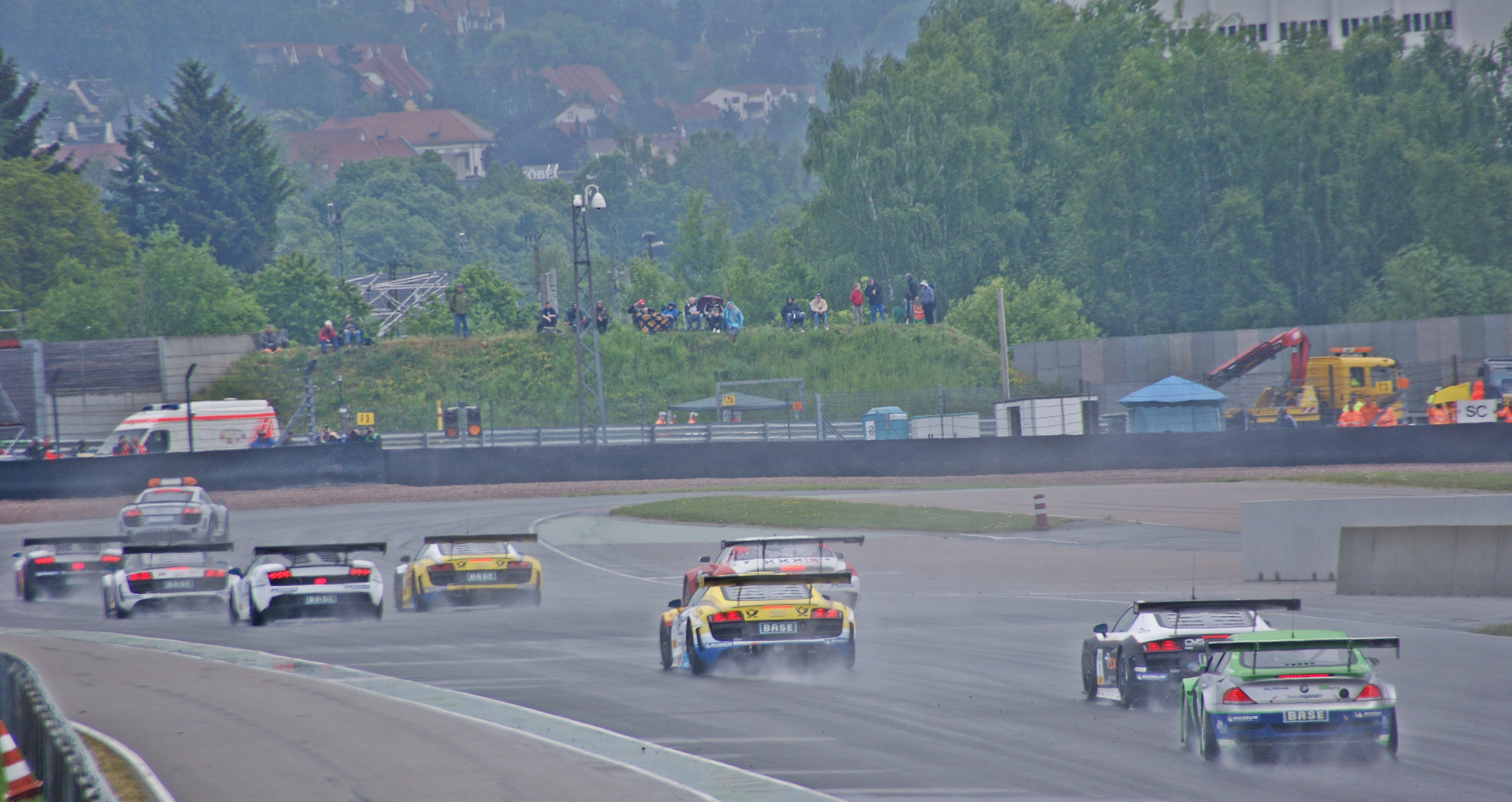
Toujours au Sachsenring sous la pluie en 2011.

L'ADAC GT Masters est un championnat automobile allemand destiné aux voitures de catégorie GT3 organisé depuis 2007 sous l'égide de l'Allgemeiner Deutscher Automobil-Club.

## Histoire
L'origine des courses de grand tourisme en Allemagne remonte au Deutsche Rennsport Meisterschaft dans les années 1970 qui intégra au fil des années des voitures de plus en plus puissantes. Mais à la disparition de ce championnat en 1985 plusieurs compétiteurs préfèrent se replier sur le championnat VLN plutôt que de s'engager dans le nouveau DTM. Un nouveau championnat ne voit le jour qu'en 1993 sous le nom de ADAC GT Cup mais devant le manque de succès il disparaît en 1997.
En parallèle, Jürgen Barth, Patrick Peter et Stéphane Ratel ont créé le BPR Global GT Series qui évolue en Championnat FIA GT et pérennise la catégorie GT dans la compétition automobile. C'est en 2007 que Jürgen Barth relance l'ADAC GT Masters sous la promotion de Stéphane Ratel Organisation en utilisant la réglementation Pro-Am du Championnat d'Europe FIA GT3.
En 2010, un championnat d'Allemagne (Deutsche GT Meisterschaft) est créé en incluant les 24 Heures du Nürburgring, des courses de l'ADAC GT Masters et des courses du VLN Langstreckenmeisterschaft Nürburgring.

## Palmarès de l'ADAC GT Cup
| saison | vainqueur                                   | voiture                                          | équipe                                        |
| ------ | ------------------------------------------- | ------------------------------------------------ | --------------------------------------------- |
| 1993   | Div.1 Johnny Cecotto Div.2 Holger Spelsberg | Div.1 BMW M3 Div.2 Toyota MR 2                   | Div.1 Warthofer Racing Div.2 Holger Spelsberg |
| 1994   | Div.1 Ralf Kelleners Div.2 Gunnar Beer      | Div.1 Porsche Carrera RSR Div.2 Opel Calibra 16V | Div.1 Roock Racing Div.2 Eigner Racing        |
| 1995   | Div.1 Uwe Alzen Div.2 Fritz Hüber           | Div.1 Porsche 911 GT2 Div.2 BMW M3               | Div.1 Roock Racing Div.2 Fritz Hüber          |
| 1996   | Marc Simon                                  | BMW M3                                           | Lautner Motorsport                            |
| 1997   | Jörg Breuer                                 | Ford Escort Cosworth                             | Ford - Wolf Motorsport                        |

## Palmarès de l'ADAC GT Masters
| Saison | Pilotes (voiture, écurie)                                                                 | Écurie (voiture)                                 |
| ------ | ----------------------------------------------------------------------------------------- | ------------------------------------------------ |
| 2007   | Christopher Haase (Lamborghini Gallardo GT3, Reiter Engineering)                          | Reiter Engineering (Lamborghini Gallardo GT3)    |
| 2008   | Tim Bergmeister (Porsche 997 GT3 Cup S, Mühlner Motorsport)                               | Team Flatex-Reiter (Lamborghini Gallardo GT3)    |
| 2009   | Christian Abt (Audi R8 LMS, Abt Sportsline)                                               | Callaway Competition (Corvette Z06-R GT3)        |
| 2010   | Peter Kox Albert von Thurn und Taxis (Lamborghini Gallardo LP560 GT3, Reiter Engineering) | Abt Sportsline (Audi R8 LMS)                     |
| 2011   | Dino Lunardi Alexandros Margaritis (BMW Alpina B6 GT3, LIQUI MOLY Team Engstler)          | Reiter Engineering (Lamborghini Gallardo LP600+) |
| 2012   | Sebastian Asch Maximilian Götz (Mercedes-Benz SLS AMG GT3, MS Racing Team)                | MS Racing Team (Mercedes-Benz SLS AMG GT3)       |
| 2013   | Diego Alessi Daniel Keilwitz (Corvette Z06.R GT3, Callaway Competition)                   | Prosperia C. Abt Racing (Audi R8 LMS Ultra)      |
| 2014   | René Rast Kelvin van der Linde (Audi R8 LMS ultra, Prosperia C. Abt Racing)               | Prosperia C. Abt Racing (Audi R8 LMS Ultra)      |
| 2015   | Sebastian Asch Luca Ludwig (Mercedes-Benz SLS AMG GT3, Zakspeed)                          | Schubert Motorsport (BMW Z4 GT3)                 |
| 2016   | Connor De Phillippi Christopher Mies (Audi R8 LMS, Montaplast by Land Motorsport)         | Montaplast by Land Motorsport (Audi R8 LMS)      |
| 2017   | Jules Gounon (Corvette C7 GT3-R, Callaway Competition)                                    | Callaway Competition (Corvette C7 GT3-R)         |
| 2018   | Mathieu Jaminet Robert Renauer (Porsche 911 GT3 R, Precote Herberth Motorsport)           | Mann-Filter Team HTP (Mercedes-AMG GT3)          |